# Piz Gannaretsch
Piz Gannaretsch är ett berg i Schweiz.   Det ligger i regionen Surselva och kantonen Graubünden, i den sydöstra delen av landet, 110 km öster om huvudstaden Bern. Toppen på Piz Gannaretsch är 3 040 meter över havet.
Terrängen runt Piz Gannaretsch är bergig åt nordost, men åt sydväst är den kuperad. Närmaste större samhälle är Disentis, 11,3 km norr om Piz Gannaretsch. 
Trakten runt Piz Gannaretsch består i huvudsak av gräsmarker. Runt Piz Gannaretsch är det mycket glesbefolkat, med 4 invånare per kvadratkilometer.